# 庫楚克開納吉和約

紅色部分是俄羅斯領土，綠色部分是土耳其領土。紅綠條紋部分是土耳其割讓給俄羅斯的領土。黃綠條紋部分是克里米亞汗國

庫楚克開納吉和約（俄语：Кючук-Кайнарджийский мирный договор,Ясский мирный договор）是第五次俄土戰爭結束之後俄羅斯帝國和鄂圖曼土耳其帝國簽訂的和約，於1774年7月簽訂於保加利亞北部的凱納爾賈。該條約規定土耳其割讓給俄羅斯大片土地，並且俄羅斯獲得了在黑海創建艦隊和在伊斯坦堡海峽、達達尼爾海峽自由通航商船的權力。鄂圖曼土耳其還因此條約放棄了克里米亞汗國的宗主權(但仍為當地穆斯林的哈里發)，並允許俄羅斯保護土耳其國內的東正教信徒。